# Timothy O'Shannessey
Timothy O'Shannessey, född den 14 juni 1972 i Burnie, Tasmanien, är en australisk tävlingscyklist som tog OS-brons i lagförföljelsen vid olympiska sommarspelen 1996 i Atlanta. 